# Castrul roman de la Jigorul Mare
Castrul roman este amplasat la o altitudine de 1500 m pe Platoul Jigorul Mare, de lângă satul Bănița, județul Hunedoara. Fiind un castru de marș, el a fost construit de romani în perioada războaielor daco-romane în vederea cuceririi capitalei dacice Sarmisegetuza Regia. Fortificația are formă rectangulară cu dimensiuni de 310 m, pe laturile de nord și sud, și 240 m, pe laturile de vest și est .
Monumentul a fost înscris pe Lista Monumentelor Istorice 2010 din județul Hunedoara la numărul curent 21, cu codul HD-I-s-A-03157.